# Neoechinorhynchus johnii
Neoechinorhynchus johnii är en hakmaskart som beskrevs av Yamaguti 1939. Neoechinorhynchus johnii ingår i släktet Neoechinorhynchus och familjen Neoechinorhynchidae. Inga underarter finns listade i Catalogue of Life.